# 伦敦政治经济学院人物名单
伦敦政治经济学院的大批校友和教员，在从社会科学的学术研究，到政治、法律、商业和金融，以及文学、音乐和演艺等各个领域具有广泛影响。

## 概述
这其中有19位曾经获得诺贝尔奖（包括经济学奖、和平奖和文学奖）。近年的获奖者包括，克里斯托弗·皮萨里德斯被联合授予2010年诺贝尔经济学奖，奥利弗·哈特被联合授予2016年诺贝尔经济学奖，胡安·曼努埃爾·桑托斯被授予2016年诺贝尔和平奖。

### 諾貝爾獎得獎者
至今有19位伦敦政治经济学院的校友或教职人员获得诺贝尔奖：
| 年度 | 获奖者                 | 奖项   |
| 1925 | 蕭伯納                 | 文學   |
| 1950 | 拉尔夫·本奇            | 和平   |
| 1950 | 伯特兰·罗素            | 文學   |
| 1959 | 菲利普·诺埃尔-贝克勋爵 | 和平   |
| 1972 | 约翰·希克斯爵士        | 經濟學 |
| 1974 | 弗里德里希·冯·哈耶克   | 經濟學 |
| 1977 | 詹姆斯·米德            | 經濟學 |
| 1979 | 威廉·阿瑟·刘易斯       | 經濟學 |
| 1990 | 默顿·米勒              | 經濟學 |

| 年度 | 获奖者                | 奖项   |
| 1991 | 罗纳德·科斯           | 經濟學 |
| 1998 | 阿马蒂亚·库马尔·森    | 經濟學 |
| 1999 | 罗伯特·蒙代尔         | 經濟學 |
| 2001 | 乔治·阿克洛夫         | 經濟學 |
| 2007 | 里奥尼德·赫维克兹     | 經濟學 |
| 2008 | 保羅·克魯格曼         | 經濟學 |
| 2010 | 克里斯托弗·皮萨里德斯 | 經濟學 |
| 2016 | 奥利弗·哈特           | 經濟學 |
| 2016 | 胡安·曼努埃爾·桑托斯  | 和平   |
| 2024 | 达龙·阿西莫格鲁       | 經濟學 |

### 政府首脑

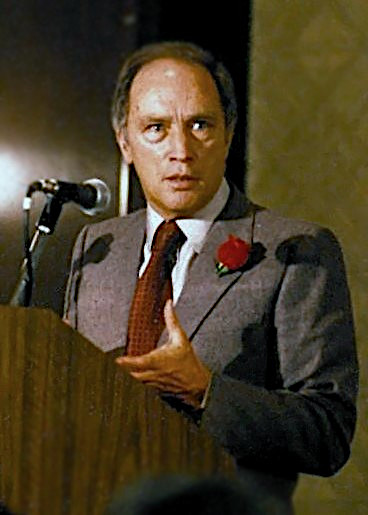
加拿大前总理皮埃尔·特鲁多

伦敦政经的校友录包括了52位国家或政府的首脑，包括四位现任政府领导人：丹麦的玛格丽特二世、哥斯达黎加的奥斯卡·阿里亚斯·桑切斯、中華民國的蔡英文及巴巴多斯的米亚·莫特利。
其他著名的前政府首脑包括前欧洲委员会主席和意大利前总理罗马诺·普罗迪、马莱克·贝尔卡（波兰总理，2004-2005）、谢尔·巴哈杜尔·德乌帕（尼泊尔总理，1995-1997、2001-2002、2004-2005）、海因里希· 布吕宁（德国总理，1930-1932）、科切里尔·拉曼·纳拉亚南（印度总统，1997-2002）、P·J·帕特森（牙买加总理，1992-2006）、科斯塔斯·西米蒂斯（希腊总理，1996－2004））、皮埃尔·特鲁多（加拿大总理，1968-1979、1980-1984）、金·坎贝尔（加拿大总理，1993）、姆瓦伊·齐贝吉（肯尼亚总统，2002-2013）、麻生太郎（日本首相，2008-2009）、汤安诺（基里巴斯总统，2003-2016）、現任欧洲委员会主席烏爾蘇拉·馮德萊恩。此外，还有多位前国家元首和政府首脑曾经在伦敦政经学习过，这些国家包括牙买加、爱沙尼亚、尼泊尔、斐济、秘鲁、毛里求斯和希腊。
此外，在前英国首相克莱门特·艾德礼（1945-1951）在学校执教的时候，前美国总统约翰·肯尼迪（1961-1963）也曾和他的哥哥小约瑟夫·帕特里克·肯尼迪在学校读书。

### 政界
31位现任英國下議院议员，包括埃德·米利班德、鲁斯·凯利和顾绮慧，以及现任英國内阁的所有成员，都曾经在伦敦政经就学。此外，42位现任英国上议员的贵族也是伦敦政经的校友，包括前世界银行首席经济学家尼古拉·斯特恩爵士。
中華民國總統蔡英文、前行政院長長俞國華、前行政院大陸委員會主任委員賴幸媛。另外還有中华人民共和国外交部副部長王光亚、中华人民共和国外交部部长杨洁篪、现任中华人民共和国驻美大使周文重和香港政黨前綫創立者劉慧卿也都曾在伦敦政经学院学习过。

### 商业及金融

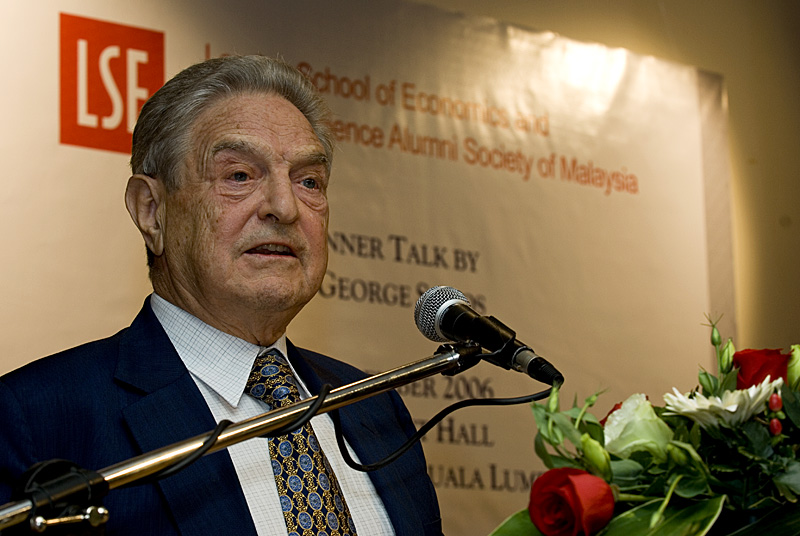
乔治·索罗斯在马来西亚伦敦政经校友会上演讲

伦敦政经学院经常被称为伦敦金融城的繁殖沃土，多年来培养了大量商业及金融人士。
前任英国央行英格兰银行行长默文·金，以及另四位伦敦政经的毕业生，现在占据了英国货币政策委员会中九席中的四席，该委员会主要负责制定汇率和管理通胀。
很多商业人士，包括易捷航空的创始人Stelios Haji-Ioannou、上奇广告的创始人Maurice Saatchi和Baron Saatchi和大亨乔治·索罗斯等，都是学校的校友。同样还有现任伦敦证交所首席执行官高磊雅、香港商人，東亞銀行前主席簡悅強、交銀施羅德基金公司前執行董事及副主席 雷賢達 澳大利亚央行首任行长H. C. Coombs、巴基斯坦银行主席Syed Ali Raza和银行家及政治家大卫·洛克菲勒都是学校的毕业生（洛克菲勒家族在战后曾通过洛克菲勒基金赞助扶持过学校）。

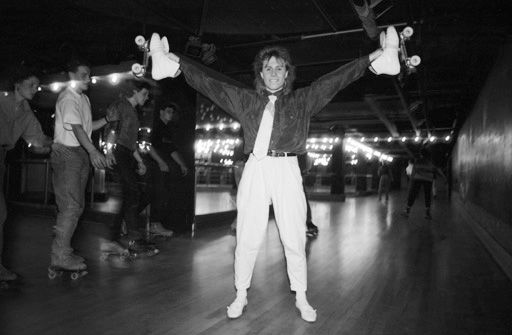
伦敦政经学院哲学系创始人卡尔·波普尔

### 哲学
学校的哲学系由20世纪最著名的学术理论家、科学哲学家之一卡尔·波普尔建立，培养出了费耶阿本德和拉卡托斯等重要的哲学家。当今最杰出的科学哲学家南希·卡特赖特也在学校任教授。

### 法律和法官
，英國前首相貝理雅夫人，御用大律師在伦敦政经获得了自己的法律学位（LLB）。联合国的创始人之一查尔斯·韦伯斯特爵士、印度宪法的规划师 Dr.B R Ambedkar、巴基斯坦高级大法官Makhdoom Ali Khan也都是伦敦政经的校友。

### 艺术及媒体
英國流行音樂人，滾石樂隊主脑米克·贾格尔、自然学家戴维·阿滕伯勒、《中國時報》創辦人余紀忠、中國社會學家、人類學家費孝通、中國著名作家徐志摩和香港專欄作家陶傑，以及众多英国记者、广播电视工作人员都是伦敦政经的校友。此外，克林顿丑闻的女主角的莫尼卡·莱文斯基也于2006年刚从学校毕业。

## 政界、法律界、外交界

### 中國大陸

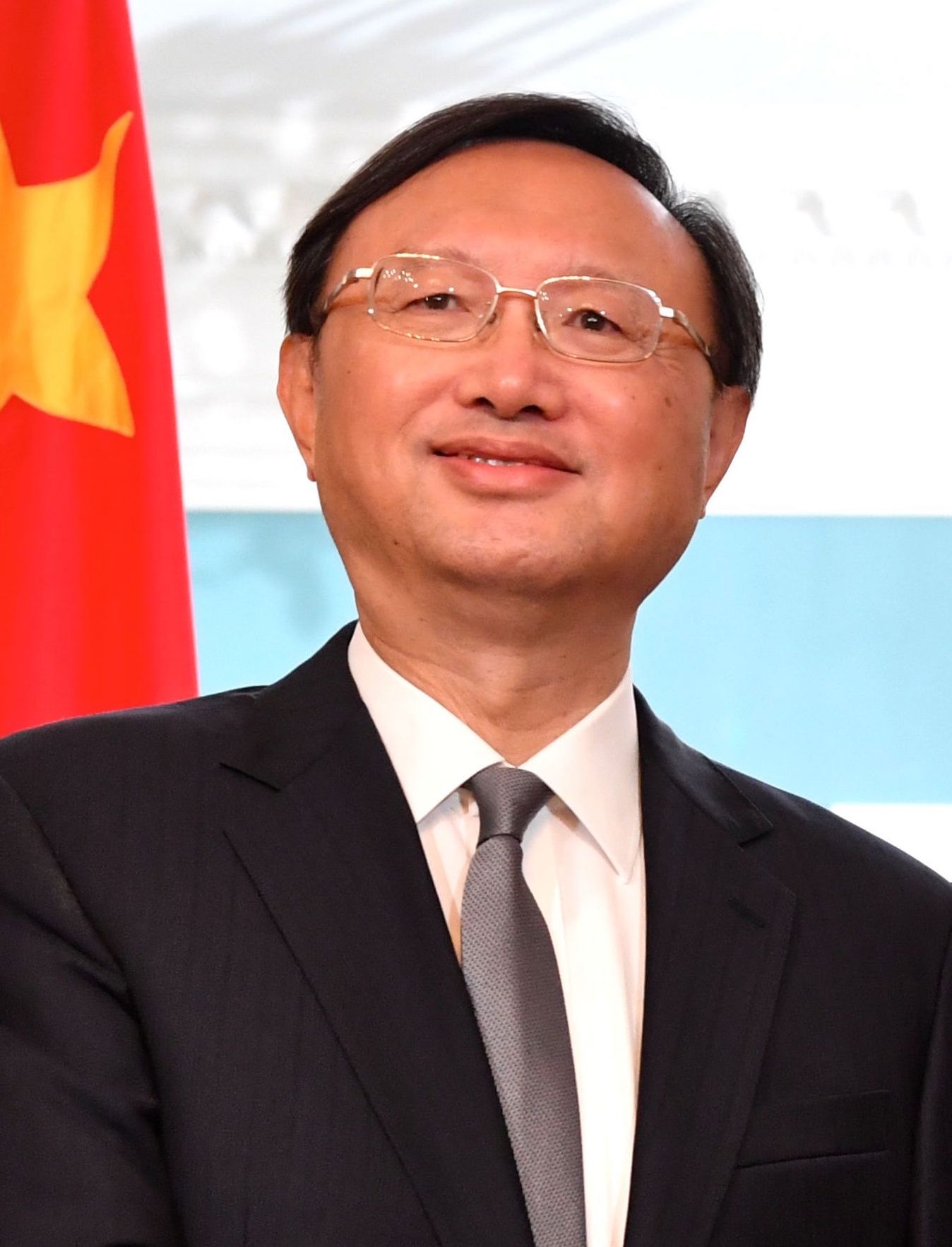
杨洁篪

- 杨洁篪：前中共中央政治局委员、中央外事工作委员会办公室主任、國務委員、外交部部长、駐美大使
- 周文重：前全國政協常委、博鳌亚洲论坛秘書長、駐美大使
- 王光亚：前國務院港澳辦公室主任
- 張業遂：前外交部黨委書記、外事委員會副主任、駐美大使
- 唐國強：中國太平洋經濟合作全國委員會會長、前驻捷克及挪威大使
- 龍永圖：前博鳌亚洲论坛秘書長、中華人民共和國加入世界貿易組織谈判首席专家、曾任中華人民共和國外經貿部副部長
- 孫玉璽：前駐意大利兼聖馬力諾、印度、阿富汗及波蘭大使
- 羅隆基：前民盟中央副主席、中央人民政府政務院政務委員、森林工業部部長、全國政協常務委員、全國人大常委會委員等職。
- 費孝通：著名社會學家、人類學家、民族學家、社會活動家，中國社會學和人類學的奠基人之一，第七、八屆全國人民代表大會常務委員會副委員長，第六屆中國人民政治協商會議全國委員會副主席

### 香港特區
- 簡悅強爵士，GBE，JP：前行政、立法兩局首席非官守議員，東亞銀行前主席，在1960年代和1970年代曾先後任香港立法局與行政局首席非官守議員。
- 唐明治：1983年至1988年在香港政府擔任律政司
- 李業廣，大紫荊勳賢，GBS，CBE，JP：前香港交易所主席，前香港行政會議成員，胡關李羅律師行合夥人
- 李義：香港終審法院常任法官
- 廖長城，GBS，SBS，SC，JP：前行政會議非官守成員、香港科技大學校董會主席
- 胡漢清，SBS，SC，JP：資深大律師
- 劉慧卿，JP：前民主黨主席、前立法會議員（新界東）
- 余若薇，SC，JP：香港資深大律師
- 陳文敏教授，SC：香港大學法律學院教授[3]，香港唯一一位名譽資深大律師[4]，於2002年至2014年擔任香港大學法律學院院長[5]。
- 王䓪鳴爵士，DBE，JP：香港青年協會總幹事，前立法局議員，前行政會議非官守成員
- 劉業強，BBS，MH，JP：行政會議非官守成員、立法會議員（鄉議局）、新界鄉議局主席
- 周浩鼎：民建聯副主席、立法會議員（區議會（二））
- 梁繼昌：立法會議員（會計界）
- 周永康：香港專上學生聯會前秘書長，雨傘運動中的重要人物
- 莊陳有，MBE：香港樂施會前總幹事、香港大學學生發展總監
- 梁齊昕：全國政協副主席梁振英次女

### 馬來西亞
- 莎丽哈·莫哈末阿里： 马来西亚政治人物，是巫统成立之初的主要推动者之一，也是唯一一位在巫统成立的第三次全国代表大会上发言的女性代表。她还是马来西亚第四任及第七任首相马哈迪·莫哈末夫人茜蒂哈斯玛的姐姐。
- 希山慕丁·胡先： 马来西亚政治人物，现任柔佛森布隆國民陣線巫统国会议员，曾任外交部长、国防部长等职。
- 莫哈末阿里夫： 马来西亚政治人物，前任马来西亚国会下议院议长。
- 马袖强： 马来西亚华裔政治人物，曾在任国际贸易及工业部副部长、农业及农基工业部副部长以及种植及原产部长等職。
- 王建民： 马来西亚政治人物，曾任万宜国会议员、马来西亚国际贸易及工业部副部长。
- 阿莎丽娜： 马来西亚政治人物，为巫统党员、國民陣線柔佛边佳兰国会议员

### 台灣

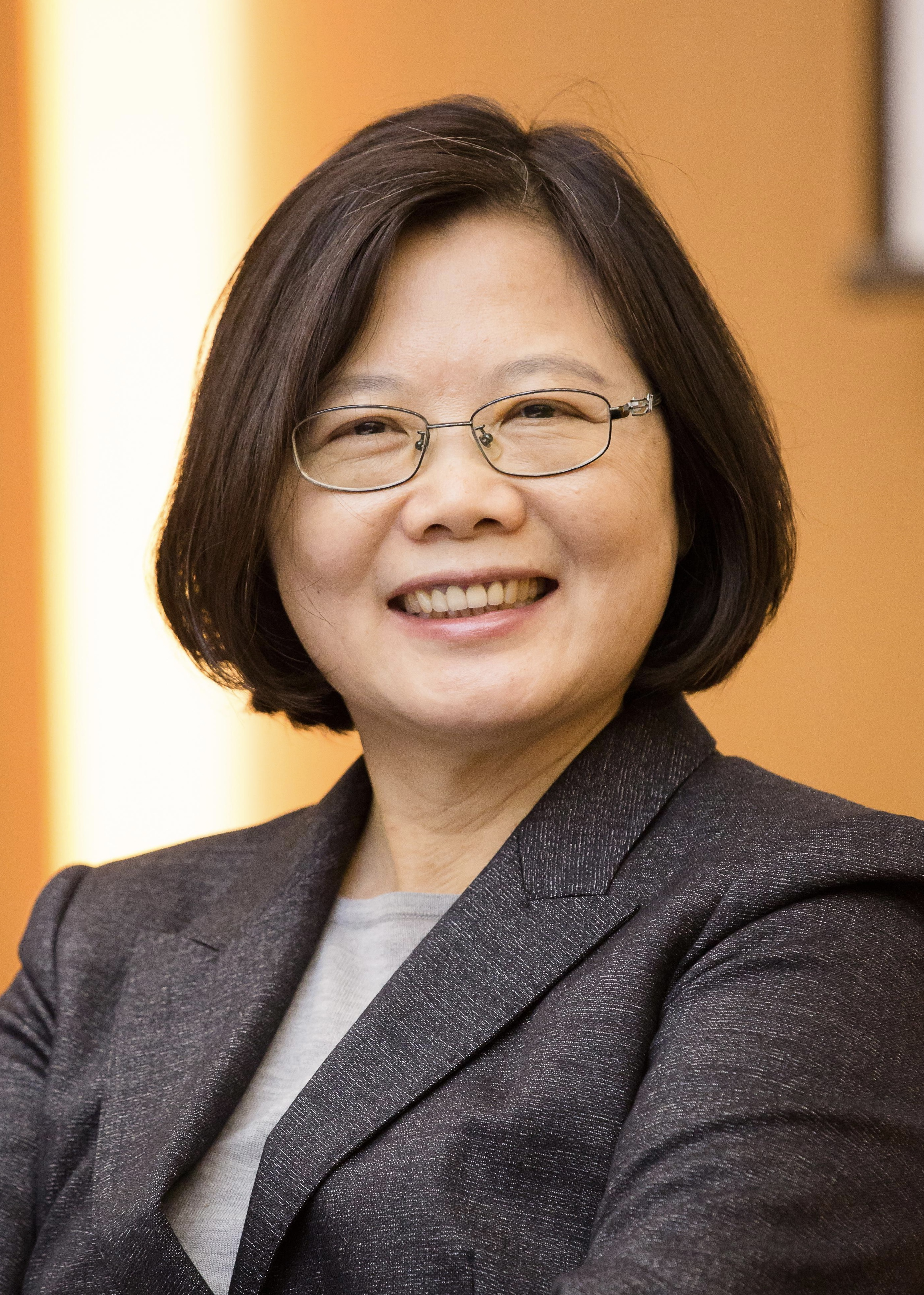
蔡英文

- 蔡英文：中華民國第十四及十五屆總統，中華民國建國以來首位女性總統，民主進步黨主席，前行政院副院長。
- 王世杰：中華民國前教育部部長、前外交部部長
- 劉攻芸：中華民國前財政部長、前中央銀行總裁
- 周德偉：中華民國財政部關務署署長
- 俞國華：中華民國前財政部長、前中央銀行總裁、前行政院院長
- 賴幸媛：中華民國前陸委會主委、前全國不分區立法委員
- 李坤儀：前中華民國總統李登輝之長孫女
- 杭立武：中華民國教育家、政治家、外交家、社會活動家
- 杜正勝：中央研究院院士、前任教育部部長、前任故宮博物院院長、中國上古史學者
- 楊念祖：前中華民國國防部部長
- 李清潭：國立中山大學管理學院院長。
- 童秀明：曾任中华民国国民大会代表、东吴大学教授、国立政治大学教授
- 牛煦庭：立法委員、前桃園市議員
- 陳俊宏：國家人權博物館館長
- 梁文傑：中華民國陸委會副主任，前台北市議員（博士班肄業）
- 林飛帆：國家安全會議副秘書長，曾任太陽花學運領袖
- 黄家賢：龍恩里里長

### 日本

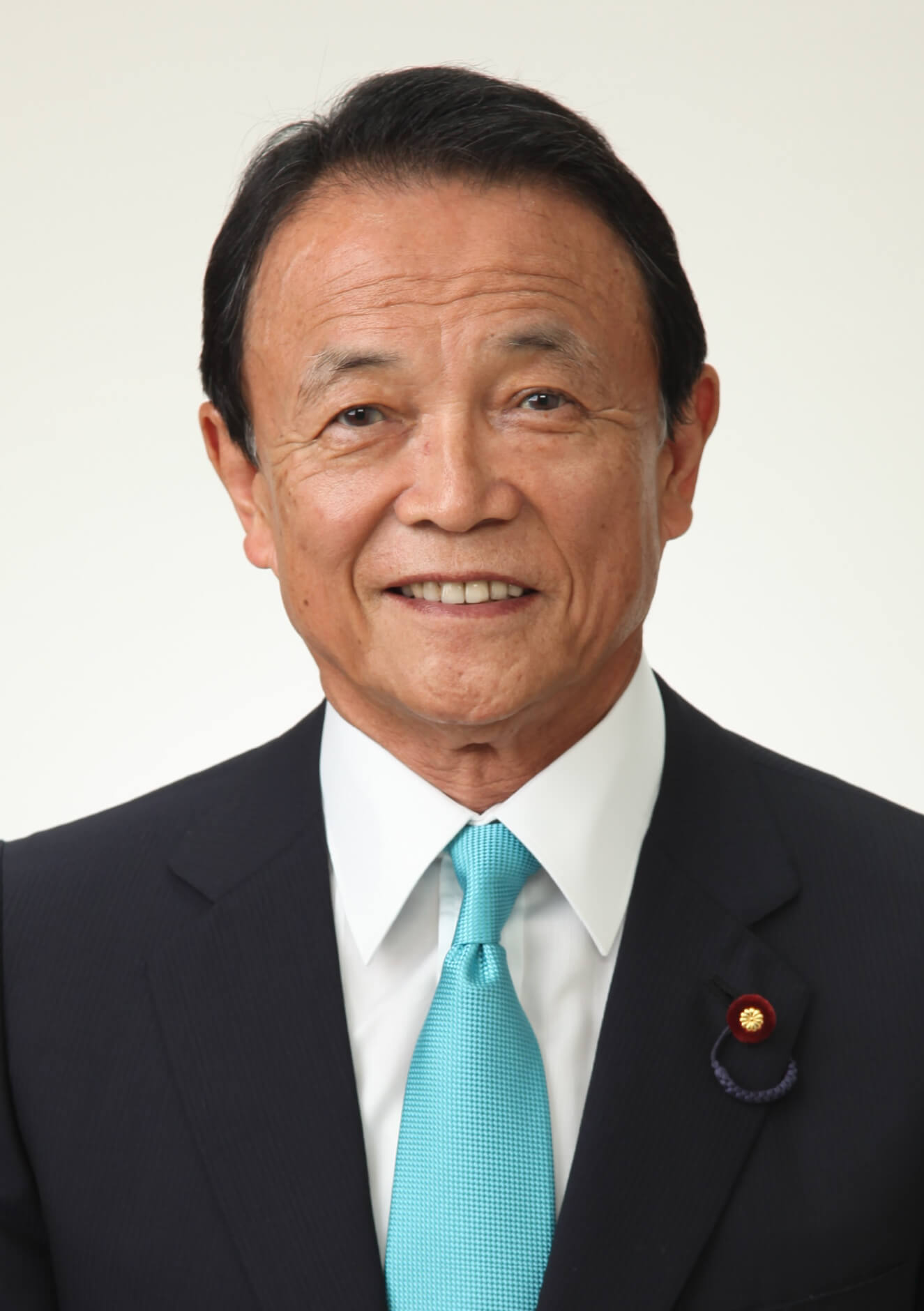
麻生太郎

- 麻生太郎： 日本前首相

### 世界其他地区

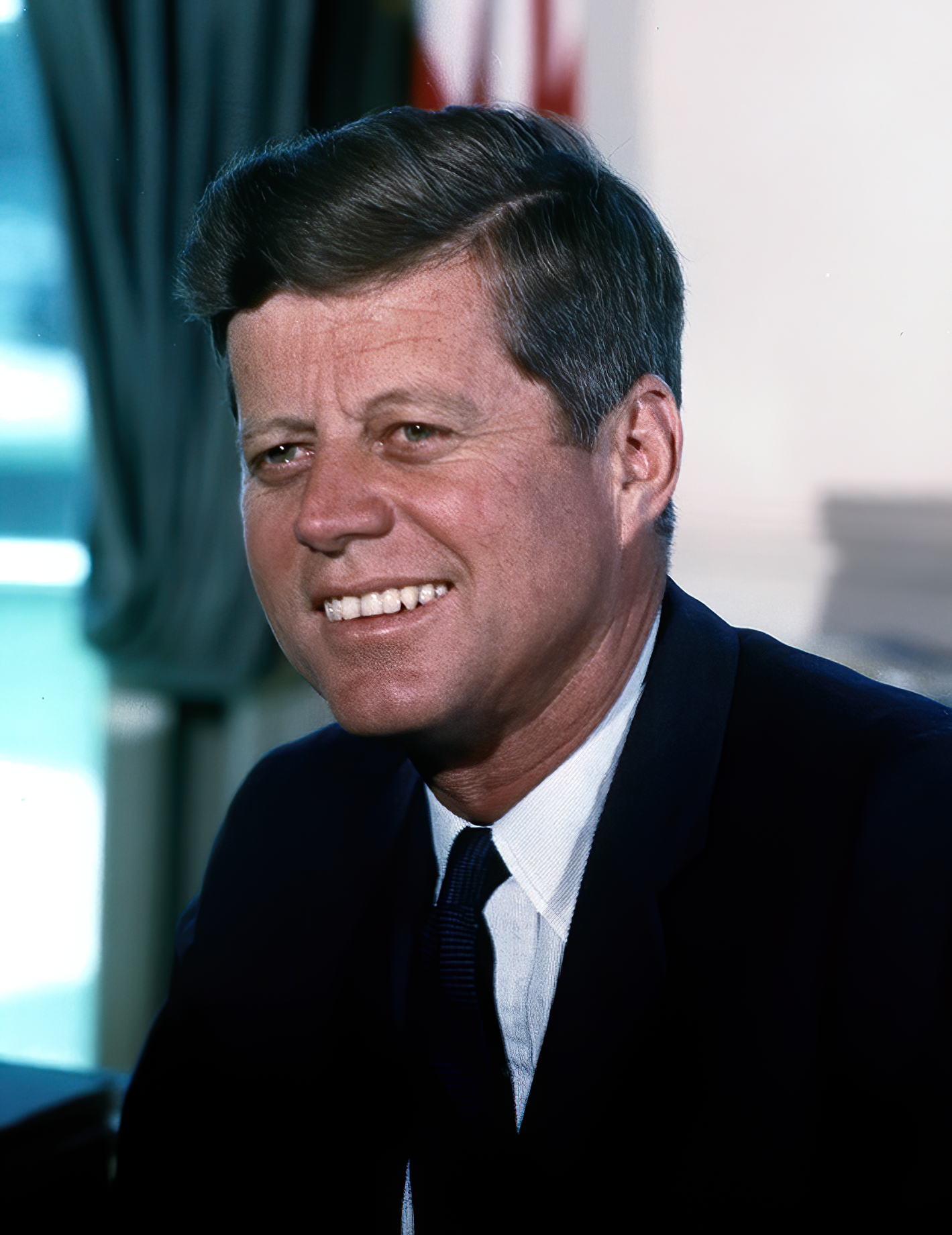
约翰·甘迺迪

- 賽義夫·伊斯拉姆·格達費：格達費慈善基金會主席、 利比亞前領導人穆阿邁爾·格達費的二子
- 约翰·甘迺迪：1961-1963年任美國總統
- 瑪格麗特二世：1972年起任丹麥女王
- 皮埃爾·特魯多：1968-1979、1980-1984任加拿大總理
- 彭雪玲： 英国 前首相貝理雅夫人，御用大律師
- 柯安龍爵士，KCVO，CMG：英國外交官，前駐台貿易文化辦事處處長、駐菲律賓大使、駐新加坡高級專員、駐紐約總領事。
- 羅馬諾·普羅迪：意大利政壇人士，前意大利總理。
- 莫妮卡·萊溫斯基：前美國白宫實習生。
- 藤田進：前巴西大使、該國首位日裔外交官。
- 安娜琳娜·貝伯克：德國外交部長。
- 李光耀：新加坡開國總理

## 金融及商界
- 喬治·索羅斯：國際金融家、美國富商
- 曾子楊：曾是最年輕美國投資銀行執行董事，現任Google母公司alphabet旗下GV公司亞洲區董事總經理
- 哥登·替尔森：1994-2001年, 加拿大中央银行行长 LSE PhD 1972
- Louis Rasminsky, 1961–1973年, 加拿大中央银行行长

## 文化及学术

### 中国
- 費孝通：中國社會學和人類學的奠基人之一 ,著名社會學家、人類學家、民族學家、社會活動家
- 王鐵崖：中國著名國際法學、国际法研究院院士、世界艺术科学院院士、国际法庭大法官
- 郑成思：中国知识产权专家
- 徐志摩：中國著名作家
- 储安平：中国著名作家、报人
- 鄭念：全球及紐約時報暢銷書 Life and Death in Shanghai（上海生死劫）的作者。
- 龚祥瑞：中国著名法学家
- 楼邦彦：中国著名法学家
- 张业隧
- 黄平
- 彭希哲

### 台灣
- 蔡英文：曾任國立政治大學、東吳大學教授；第14、15任中華民國總統
- 羅世宏
- 吳鄭重
- 施慧玲
- 葉浩
- 鄒文海
- 黃應貴
- 唐啟華：民國外交史權威，國立政治大學、東海大學歷史學系教授
- 陳俊宏：國家人權博物館館長、東吳大學教授

### 香港
- 薛鳳旋：香港浸會大學地理學系講座教授及當代中國研究所所長
- 陶傑：香港專欄作家
- 李彭廣，BBS，JP：香港嶺南大學公共管治研究部主任，政治及社會學系副教授
- 張炳良，GBS，BBS，JP：前運輸及房屋局局長、前香港教育學院院長
- 周保松：香港中文大學政治及行政系副教授

## 艺术及媒体
- 米克·贾格尔：英國流行音樂人，滾石樂隊主脑。
- 余紀忠：《中國時報》創辦人。
- 張介英：前年代新聞台主播、中華民國總統府口譯員。
- 黃明明：台灣公廣集團公共電視台（TBS-PTS）《公視晚間新聞》主播。
- 劉進圖：世華網絡營運總裁，此前於同一集團旗下的《明報》任職總編輯。
- 孫曉慧：香港唱作女子組合Robynn & Kendy成員。2011年7月開始於YouTube發放改編及翻唱作品，現為環球唱片旗下歌手。
- 徐子淇：香港著名模特兒、電影演員。2006年12月15日，與香港富豪李兆基二子李家誠在澳洲雪梨結婚。
- 陳宛蔚：《2007年度香港小姐競選》入選24名，為前香港無綫電視女藝員、模特兒。
- 魏韵芝：《2016年度香港小姐競選》參賽佳麗，現為香港無綫電視藝員。
- 鄺美璇：《2020年度香港小姐競選》「友誼小姐」。
- 鄧蓓佳：香港電視主持人及作家。